# Coupe d'Angleterre de football 1964-1965
Navigation
Coupe d'Angleterre 1963-1964 Coupe d'Angleterre 1965-1966
La Coupe d'Angleterre de football 1964-1965 est la 84e édition de la Coupe d'Angleterre de football. 
Liverpool FC remporte sa première Coupe d'Angleterre de football au détriment de Leeds United sur le score de 2-1, au bout d'une finale jouée dans l'enceinte du stade de Wembley à Londres.

## Quarts de finale
| #      | Équipe 1                | Résultat | Équipe 2            | Date         |
| ------ | ----------------------- | -------- | ------------------- | ------------ |
| 1      | Leicester City          | 0–0      | Liverpool FC        | 6 mars 1965  |
| 2      | Wolverhampton Wanderers | 3–5      | Manchester United   | 10 mars 1965 |
| 3      | Crystal Palace          | 0–3      | Leeds United        | 10 mars 1965 |
| 4      | Chelsea FC              | 5–1      | Peterborough United | 6 mars 1965  |
| Replay | Liverpool FC            | 1–0      | Leicester City      | 10 mars 1965 |

## Demi-finales
| 27 mars 1965 | Liverpool FC | 2–0 | Chelsea FC | Villa Park, Birmingham |
| 15:00        |              |     |            |                        |

| 27 mars 1965 | Leeds United | 0–0 | Manchester United | Hillsborough, Sheffield |
| 15:00        |              |     |                   |                         |

| Match rejoué       | Manchester United | 0–1 | Leeds United | City Ground, Nottingham |
| 31 mars 1965 19:45 |                   |     |              |                         |

## Finale
| 1 mai 1965 | Liverpool FC | 2 – 1 | Leeds United | Stade de Wembley, Londres |
|            |              |       |              | Spectateurs : 100 000     |
|            | Rapport      |       |              |                           |

- Liverpool FC remporte sa première Coupe d'Angleterre[1].